# Jan Marinus Veldhuis
Johan Marinus (Jan) Veldhuis (Beets, 26 augustus 1901 - 2 november 1989) was tijdens de Tweede Wereldoorlog namens de NSB burgemeester van Hoogeveen.
Veldhuis werd geboren in Beets, gemeente Opsterland (Friesland). Jan kwam uit een gezin van 8 kinderen. Zijn vader was gemeenteveldwachter en later politieagent. Toen Jan 3 jaar was, verhuisden zijn ouders naar Doesburg waar hij zijn opleiding volgde. Toen hij 18 jaar oud was, kwam zijn moeder te overlijden. 2 jaar later hertrouwt zijn vader. 
Jan werkte aanvankelijk op een accountantskantoor en werd vervolgens assistent-boekhouder bij de Nederlandse Seintoestellenfabriek waar hij 12,5 jaar werkte. In die periode maakte hij de opkomst van de radio-omroepen van nabij mee.
Hierna werd hij medewerker op het gemeentehuis van Bussum. Op 31 december 1940 werd hij lid van de NSB en de bereden WA. Zijn broer, Bernardus Engelbertus was ook lid en heeft onder andere gevochten aan het oostfront. Jan was inmiddels op 22 december 1926 getrouwd te Amsterdam met de dochter van een predikant uit Utrecht en had zes kinderen. Een van zijn zoons was lid van de Germaansche SS.  
Na het volgen van een spoedcursus voor burgemeester werd Veldhuis door Seyss-Inquart persoonlijk benoemd tot burgemeester van Hoogeveen.
Op 8 maart 1945 scheidde het echtpaar.
In 1948 werd Veldhuis berecht door het tribunaal van Assen. Hij werd er onder andere van beschuldigd lid te zijn geweest van de NSB en de WA, paarden en wagens te hebben gevorderd en gedreigd te hebben met inzet van Duitsers of landwachten wanneer zijn bevelen niet werden uitgevoerd. Hij werd veroordeeld tot een gevangenisstraf van 6 maanden voorwaardelijk met een proeftijd van drie jaar, ontzegging van het recht om publieke ambten te vervullen voor een periode van tien jaar en ontzegging uit het kiesrecht.